# Nazione costitutiva
Nazione costitutiva è un termine utilizzato dalle istituzioni ufficiali per designare quelle nazioni che insieme ad altre formano un'entità o un gruppo più ampio, come uno stato sovrano. L'Organizzazione per la Cooperazione e lo Sviluppo Economico (OCSE) ha impiegato questa formula per indicare le repubbliche socialiste della Jugoslavia, mentre l'Unione Sovietica l'ha usata per indicare le repubbliche sovietiche. 
Le istituzioni europee come il Consiglio d'Europa usavano spesso questa dicitura per riferirsi ai Paesi dell'Unione europea. In italiano l'espressione è utilizzata usualmente per riferirsi a quegli stati aventi una propria Costituzione autonoma che tuttavia riconoscono l'autorità di una Casa reale regnante su più nazioni. La parola costitutivo è semplicemente un aggettivo privo di valenza legale, pertanto non ha alcun significato al di fuori del contesto in cui si adopera, cioè per indicare un componente di un gruppo alternativo di stati.

## Regno Unito di Gran Bretagna e Irlanda del Nord

Le quattro nazioni costitutive del Regno Unito (United Kingdom)
- Inghilterra (England),
- Irlanda del Nord (Northern Ireland),
- Galles (Wales)
- Scozia (Scotland).

Le nazioni costitutive (inglese: constituent country) del Regno Unito di Gran Bretagna e Irlanda del Nord sono:
- Inghilterra
- Irlanda del Nord[4]
- Galles
- Scozia

### Status distintivi
Spesso, anche ufficialmente, si parla delle nazioni costitutive del Regno Unito come di "nazioni dentro una nazione". Nella dicitura ufficiale del Regno Unito, il termine "Gran Bretagna" si riferisce all'insieme di Inghilterra, Scozia e Galles, dato che quest'isola comprende i territori di queste tre nazioni.
La complessa storia dell'Irlanda del Nord ha portato ad una differente visione del suo status; la moderna Assemblea dell'Irlanda del Nord fu stabilita nel 1998 ed è attualmente attiva dopo un numero di periodi di sospensione. Scozia e Galles adottarono governi decentrati negli anni '90, e sono descritte come "nazioni" nel loro stesso diritto. Anche se l'Inghilterra manca di un governo decentrato per se stessa, ha un proprio sistema legale (diritto inglese) ed è quasi universalmente pensata come paese o nazione.
Tutte e quattro le nazioni hanno sempre avuto e continuano ad avere variazioni caratterizzanti nello status legislativo e amministrativo e Inghilterra e Scozia erano originariamente stati indipendenti.

### Cittadinanza
Tutte e quattro sono generalmente considerate possedenti nazionalità distinte (un attributo di società civile), anche se non hanno cittadinanza distinta (un attributo di stato): il passaporto standard del Regno Unito include la dicitura "nationality: British". I cittadini britannici possono considerare sé stessi di nazionalità inglese, irlandese, nordirlandese, scozzese, gallese o semplicemente britannica.

### Valuta
Tutte e quattro le nazioni costitutive del Regno Unito condividono la stessa valuta: la sterlina britannica.

## Regno dei Paesi Bassi

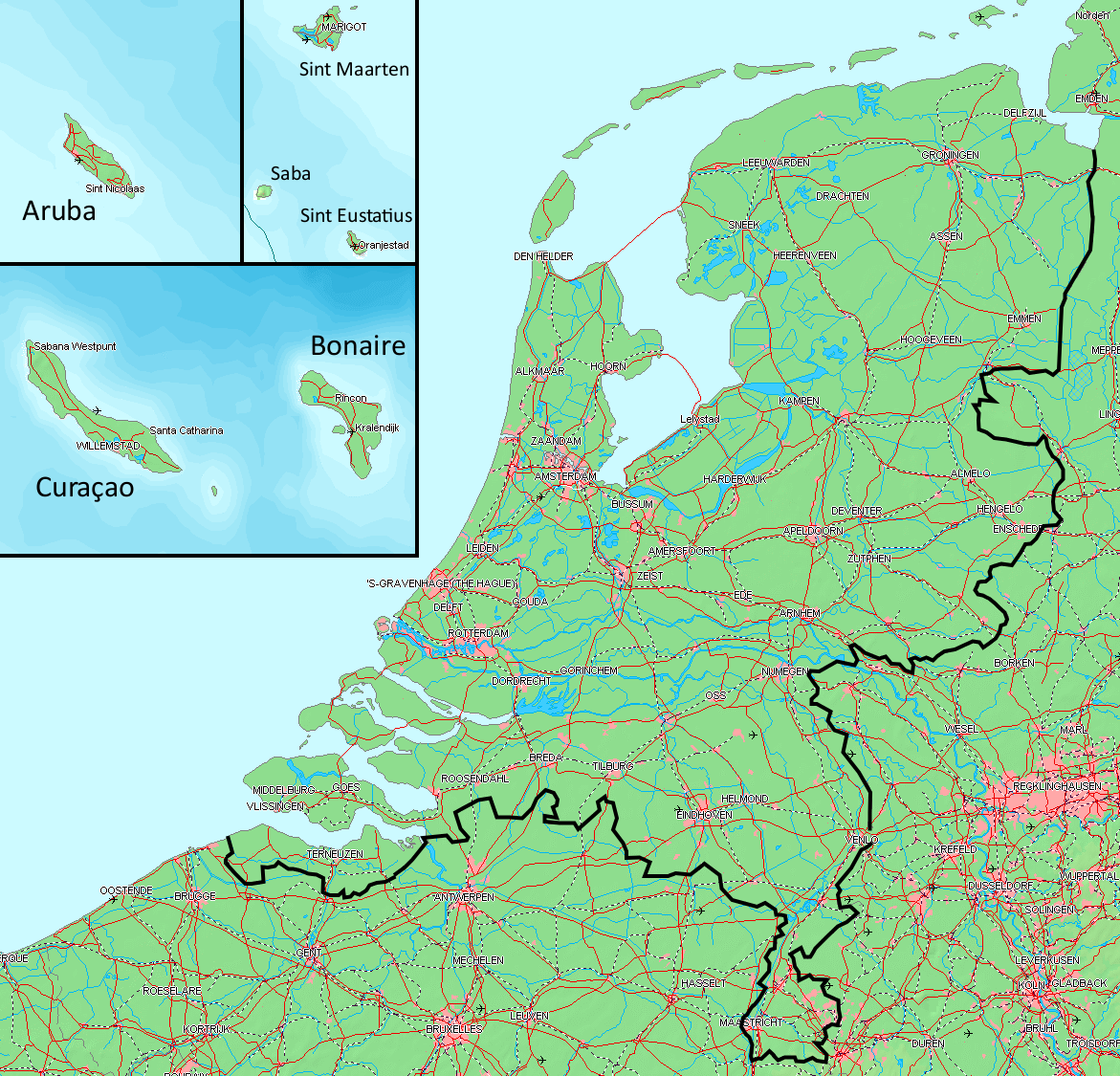
Le quattro nazioni costitutive del Regno dei Paesi Bassi:
Paesi Bassi,
Aruba,
Curaçao,
Sint Maarten.

Le nazioni costitutive (landen) del Regno dei Paesi Bassi sono:
- Aruba (nel continente americano)
- Curaçao (nel continente americano)
- Paesi Bassi (nel continente europeo)
- Sint Maarten (nel continente americano)

### Status distintivi
Ognuna delle quattro nazioni costitutive ha la sua costituzione: la Costituzione del Regno dei Paesi Bassi (Grondwet van het Koninkrijk der Nederlanden) che si applica in toto nei Paesi Bassi e solo in alcuni aspetti nelle altre nazioni costitutive; la Costituzione di Aruba (Staatsregeling van Aruba); la Costituzione di Curaçao (Staatsregeling van Curaçao); la Costituzione di Sint Maarten (Staatsregeling van Sint Maarten). Ognuna delle quattro parti costituenti ha anche una propria amministrazione e un parlamento. Insieme formano una federazione sotto il potere del monarca come di un singolo capo di stato.

### Cittadinanza
Il Regno dei Paesi Bassi è membro dell'Unione europea; tuttavia Aruba, Curaçao e Sint Maarten non ne sono considerate parte, ma hanno lo status di Paesi e territori d'oltremare (PTOM, in lingua olandese LGO's, Landen en Gebiedsdelen Overzee). Dato che la cittadinanza fa capo al regno, e non è distinta per le quattro nazioni costituenti, i cittadini di tutte e quattro sono anche cittadini dell'Unione Europea, ma i residenti di Aruba, Curaçao e Sint Maarten non hanno diritto di voto alle elezioni per il Parlamento Europeo.

### Valuta
Le quattro nazioni costitutive non hanno la medesima valuta. I Paesi Bassi hanno l'euro e, nelle proprie municipalità speciali, il dollaro statunitense; Aruba usa il fiorino di Aruba; Curaçao e Sint Maarten il fiorino caraibico.

## Regno di Danimarca
A giugno 2009, il Regno di Danimarca è ufficialmente composto da tre nazioni costitutive:
- Danimarca (nel continente europeo)
- Fær Øer (nel continente europeo)
- Groenlandia (nel continente americano)

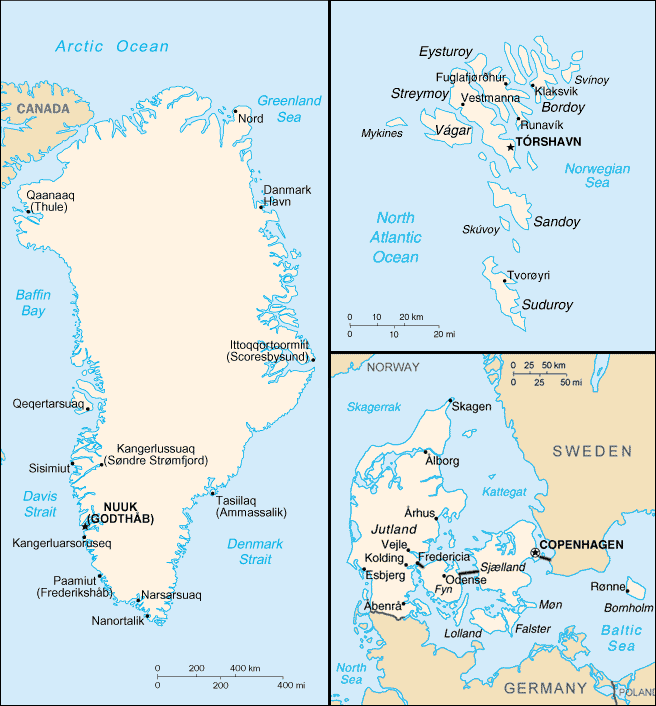
Le tre nazioni costitutive del Regno di Danimarca:
la Danimarca (a destra, in basso),
le Isole Fær Øer (a destra, in alto),
la Groenlandia (a sinistra)

### Cittadinanza
Nel Regno di Danimarca è presente solo la Costituzione della Danimarca (in danese Danmarks Riges Grundlo) che ha validità nelle tre nazioni del regno.

### Status distintivi
La Danimarca è membro dell'Unione europea. Tuttavia le Isole Fær Øer non sono considerate parte dell'UE, ma hanno lo status di regioni ultraperiferiche, mentre la Groenlandia è stata membro dell'allora Comunità Economica Europea (oggi Unione europea) fino al 1982. Gli abitanti delle isole Fær Øer e della Groenlandia sono cittadini UE in virtù della loro cittadinanza danese, ma non hanno diritto di voto al Parlamento Europeo.

### Valuta
Le tre nazioni costitutive non hanno la medesima valuta. La Danimarca e la Groenlandia utilizzano la Corona danese, le isole Fær Øer usano la Corona delle Isole Fær Øer, che ha lo stesso valore della Corona danese e ha circolazione ufficiale nelle isole.